# Танча Гора
Танча Гора (словен. Tanča Gora) је насељено место у општини Чрномељ, регија Југоисточна Словенија, Словенија.

## Историја
До територијалне реорганизације у Словенији била је у саставу старе општине Чрномељ.

## Становништво
У попису становништва из 2011. године, Танча Гора је имала 207 становника.
| Број становника према пописима | Број становника према пописима | Број становника према пописима |
| ------------------------------ | ------------------------------ | ------------------------------ |
| 1991                           | 2002                           | 2011                           |
| 194                            | 190                            | 207                            |

Напомена: Године 1990. умањено за део насеља који је припојен насељу Квасица. Године 2002. извршена је мала размена територија између насеља Мочиле и Танча Гора.